# Анемизация
Анемизация (англ. anemisation, итал. anemizzare— вызывать анемию) — медицинская процедура, направленная на уменьшение отека слизистой за счет вазоконстрикции (сужения сосудов). Редко этот термин используется для оценки состояния слизистой, т.е. для описания выраженного сужения сосудов в мягких тканях.
Применяется в рамках комплексного лечения простудных и вирусных заболеваний, связанных с воспалением слизистой носа. Для обеспечения нормального дренирования пазух (например при гайморите) и каналов (например евстахиевой трубы при отитах).

## Применяемые препараты
Препараты, используемые для анемизации, относятся к группе — антиконгестанты.
Основные препараты, используемые для анемизации:
- Ксилометазолин
- Нафазолин
- Адреналин
- Хлористый кальций

## Лечение
Если анемизация проявляется как симптом патологического состояния, то применяют различные препараты в зависимости от причин возникновения анемизации. При потерях крови делают переливания.